# برادفورد أولد سيتي هول
برادفورد أولد سيتي هول هو مبنى تاريخي للمدينة يقع في برادفورد، بنسلفانيا، في مقاطعة ماكين. أُدرجَ في السجل الوطني للأماكن التاريخية في 17 مايو 1976. شُيّد المبنى الفيكتوري ذو الطراز الرومانسكي الانتقائي في عام 1897، أمّا التصميم فيعودُ للمهندس المعماري إينوك أ. كيرتس من فريدونيا، نيويورك. كان كورتيس أيضًا مسؤولًا عن إعادة بناء المبنى في عام 1902 بعد حريق مدمّر. هناك ما يصلُ لـ 68-by-90-قدم (21 by 27 م) مبنى من الطوب مُجمَّع في شكلِ أربعة طوابق، ونحو 100 قدم (30 م) في برج الساعة الذي يضمُّ ساعة رباعية الاتصال أنشأها سيث توماس حوالي عام 1910. لم يعد المبنى يعمل كمجلس مدينة، ولكنه يظلُّ موطنًا لبعض مكاتب حكومة المدينة. يقع المبنى أيضًا في منطقة منطقة كيستون (KOZ).